# Adam Burish
Adam Burish (né le 6 janvier 1983 à Madison dans l'État du Wisconsin aux États-Unis) est un joueur professionnel de hockey sur glace,.

## Carrière
Après une saison passée au niveau junior avec les Gamblers de Green Bay de la United States Hockey League, Burish s'inscrit en 2002 à l'Université du Wisconsin et rejoint en même temps leur club de hockey, les Badgers, qui évolue dans la Western Collegiate Hockey Association, division de la NCAA.
Bien qu'il soit réclamé à l'été 2002 lors du repêchage d'entrée dans la LNH par les Blackhawks de Chicago qui font de lui leur choix de neuvième tour. Il passe les quatre saisons suivantes avec les Badgers, remportant le championnat de la NCAA lors de sa dernière saison avec eux, alors qu'il était le capitaine de l'équipe. Il devient finalement joueur professionnel en 2006 lorsqu'il se joint au club affilié aux Hawks dans la Ligue américaine de hockey, les Admirals de Norfolk.
Burish a également la possibilité durant la saison 2006-2007 de faire ses premiers pas dans la grande ligue, prenant part à neuf rencontres avec les Hawks. Dès la saison suivante, il devient un joueur régulier de la formation.  Il a remporté d'ailleurs la Coupe Stanley en 2010 avec ces derniers.
Au niveau international, il représente l'Équipe des États-Unis en 2008 aux championnats du monde.
Le 2 juillet 2010, il signe un contrat en tant qu'agent libre avec les Stars de Dallas. Il reste à Dallas durant deux saisons avant de se joindre, toujours comme agent libre, aux Sharks de San José à l'été 2012.

## Statistiques

### Statistiques en club
| Saison     | Équipe                | Ligue      |     | Saison régulière | Saison régulière | Saison régulière | Saison régulière | Saison régulière |   | Séries éliminatoires | Séries éliminatoires | Séries éliminatoires | Séries éliminatoires | Séries éliminatoires |
| Saison     | Équipe                | Ligue      | PJ  | B                | A                | Pts              | Pun              | PJ               | B | A                    | Pts                  | Pun                  |                      |                      |
| 2001-2002  | Gamblers de Green Bay | USHL       | 61  | 24               | 33               | 57               | 122              | 1                | 0 | 0                    | 0                    | 0                    |                      |                      |
| 2002-2003  | Badgers du Wisconsin  | WCHA       | 19  | 0                | 6                | 6                | 32               | -                | - | -                    | -                    | -                    |                      |                      |
| 2003-2004  | Badgers du Wisconsin  | WCHA       | 43  | 6                | 13               | 19               | 63               | -                | - | -                    | -                    | -                    |                      |                      |
| 2004-2005  | Badgers du Wisconsin  | WCHA       | 41  | 13               | 7                | 20               | 41               | -                | - | -                    | -                    | -                    |                      |                      |
| 2005-2006  | Badgers du Wisconsin  | WCHA       | 42  | 9                | 24               | 33               | 67               | -                | - | -                    | -                    | -                    |                      |                      |
| 2006-2007  | Admirals de Norfolk   | LAH        | 64  | 11               | 10               | 21               | 146              | 6                | 1 | 1                    | 2                    | 4                    |                      |                      |
| 2006-2007  | Blackhawks de Chicago | LNH        | 9   | 0                | 0                | 0                | 2                | -                | - | -                    | -                    | -                    |                      |                      |
| 2007-2008  | Blackhawks de Chicago | LNH        | 81  | 4                | 4                | 8                | 214              | -                | - | -                    | -                    | -                    |                      |                      |
| 2008-2009  | Blackhawks de Chicago | LNH        | 66  | 6                | 3                | 9                | 93               | 17               | 3 | 2                    | 5                    | 30                   |                      |                      |
| 2009-2010  | Blackhawks de Chicago | LNH        | 13  | 1                | 3                | 4                | 14               | 15               | 0 | 0                    | 0                    | 2                    |                      |                      |
| 2010-2011  | Stars de Dallas       | LNH        | 63  | 8                | 6                | 14               | 91               | -                | - | -                    | -                    | -                    |                      |                      |
| 2011-2012  | Stars de Dallas       | LNH        | 65  | 6                | 13               | 19               | 76               | -                | - | -                    | -                    | -                    |                      |                      |
| 2012-2013  | Sharks de San José    | LNH        | 46  | 1                | 2                | 3                | 25               | 6                | 0 | 0                    | 0                    | 4                    |                      |                      |
| 2013-2014  | Sharks de San José    | LNH        | 15  | 0                | 0                | 0                | 6                | -                | - | -                    | -                    | -                    |                      |                      |
| 2014-2015  | Sharks de San José    | LNH        | 20  | 1                | 2                | 3                | 33               | -                | - | -                    | -                    | -                    |                      |                      |
| 2014-2015  | Sharks de Worcester   | LAH        | 18  | 4                | 3                | 7                | 14               | -                | - | -                    | -                    | -                    |                      |                      |
| 2014-2015  | Wolves de Chicago     | LNH        | 36  | 6                | 6                | 12               | 18               | 5                | 0 | 1                    | 1                    | 4                    |                      |                      |
| 2015-2016  | Växjö Lakers HC       | SHL        | 19  | 1                | 5                | 6                | 12               | -                | - | -                    | -                    | -                    |                      |                      |
| 2015-2016  | Malmö Redhawks        | SHL        | 3   | 0                | 1                | 1                | 2                |                  |   |                      |                      |                      |                      |                      |
| Totaux LNH | Totaux LNH            | Totaux LNH | 378 | 27               | 33               | 60               | 554              | 38               | 3 | 2                    | 5                    | 36                   |                      |                      |

### Statistiques internationale
| Année | Équipe     | Compétition          |   | PJ | B | A | Pts | Pun      |  | Résultat |
| 2008  | États-Unis | Championnat du monde | 7 | 0  | 3 | 3 | 27  | 6e place |  |          |

### Honneurs et trophées
- Membre de l'équipe d'étoiles du tournoi de championnat de la NCAA en 2006.

### Transactions en carrière
- Repêchage 2002 : réclamé par les Blackhawks de Chicago (9e choix de l'équipe, 282e au total).
- 2 juillet 2010 : signe un contrat en tant qu'agent libre avec les Stars de Dallas.
- 1er juillet 2012 : signe un contrat en tant qu'agent libre avec les Sharks de San José.